# Glycine dolichocarpa
Glycine dolichocarpa är en ärtväxtart som beskrevs av Yoichi Tateishi och Hiroyoshi Ohashi. Glycine dolichocarpa ingår i släktet sojabönor, och familjen ärtväxter. Inga underarter finns listade i Catalogue of Life.